# ヴィトロル (ブーシュ＝デュ＝ローヌ県)
ヴィトロル （フランス語:Vitrolles、オック語プロヴァンサル方言:Vitròla）は、フランス、プロヴァンス＝アルプ＝コート・ダジュール地域圏、ブーシュ＝デュ＝ローヌ県の都市。

## 地理
ベール湖の東岸に位置する。マルセイユ・プロヴァンス空港、エクス＝アン＝プロヴァンスTGV駅が近い。ヴィトロルは、サロン＝ド＝プロヴァンス、エクス＝アン＝プロヴァンス、マルセイユの三都市をつないだ三角形内の中間地点にあたる。空港と高速の間の塩水の湿地は、面積が小さいにもかかわらず年間を通じて多様な鳥類が集まる。

## 歴史
ヴィトロルが歴史上最も古く記されたのは、994年のサン＝ヴィクトル・ド・マルセイユ修道院の特許状台帳において、castrum quod vocatur Vitrollaの名であった。
ヴィトロルが建設されたのはローマ帝国崩壊後の5世紀である。ヴィトロル一帯の住民は、ゴート族、フランク族、サラセン人など野蛮人の侵略から自らの身を守る方法を探していた。彼らはアルボワ山地の高台を見渡せる、ピンク色の花崗岩（プロヴァンサル方言でlou Roucas）の影に隠れた。
村の周囲を2つの門のある城壁が取り巻いていた。南のノートルダム門、西のポルタル門であった。
中世のヴィトロルは、プロヴァンス伯の称号を得た様々な家系に継承された。3000ギルダーで売られていたヴィトロルはナポリ女王ジョヴァンナ1世に没収された。
中世に、花崗岩の上にノートルダム・ド・ヴィ教会、サラセンの塔が建設された。のちプロヴァンス伯領に返還され、1461年にプロヴァンス伯領全体はフランス王ルイ11世によりフランスに併合された。フランス革命までの村の名はヴィトロル＝レ＝マルティーグ（Vitrolles-lez-Martigues）であった。1802年、正式にヴィトロルの名となった。19世紀の間近代化が進められ、平均して人口1000人ほどであった。
1950年代まで人口は減少傾向であったが、マルセイユの海港拡張でベール湖周辺に工場が集まるようになり、回復に転じた。フォス＝シュル＝メールの港が発展すると、ブーシュ＝デュ＝ローヌ県西部の前例のない成長が始まった。国はベール湖周辺にニュータウン建設の構想を練り、フォス＝シュル＝メールやイストル、ミラマ、ヴィトロルで建設が始められた。公営住宅が次々と完成すると、人口は劇的に増加した。工業地帯の完成と、フランス領アルジェリアからの帰還者によりニュータウンが占められた。
1997年から2002年まで、極右政党国民戦線所属のカトリーヌ・メグレ（ブルーノ・メグレの妻）が市長を務めた。

## 人口統計
| 1962年 | 1968年 | 1975年 | 1982年 | 1990年 | 1999年 | 2006年 | 2015年 |
| ------ | ------ | ------ | ------ | ------ | ------ | ------ | ------ |
| 3366   | 5050   | 13413  | 22725  | 35397  | 36784  | 37190  | 34089  |

参照元:1962年から1999年までは複数コミューンに住所登録をする者の重複分を除いたもの。それ以降は当該コミューンの人口統計によるもの。1999年までEHESS/Cassini、2006年以降INSEE

## 姉妹都市
- メルフェルデン＝ヴァルドルフ、ドイツ

## 参照
1. ↑  http://cassini.ehess.fr/cassini/fr/html/fiche.php?select_resultat=40880
2. ↑  https://www.insee.fr/fr/statistiques/3293086?geo=COM-13117
3. ↑  http://www.insee.fr